# Verbascum myrianthum
Verbascum myrianthum är en flenörtsväxtart som beskrevs av Pierre Edmond Boissier. Verbascum myrianthum ingår i släktet kungsljus, och familjen flenörtsväxter. Inga underarter finns listade i Catalogue of Life.